# دانيال موتو
دانيال موتو (بالرومانية: Daniel Mutu)‏ هو لاعب كرة قدم روماني في مركز حراسة المرمى، ولد في 11 سبتمبر 1987 في أراد في رومانيا. لعب مع سي إس باندوري تارغو جيو ونادي براشوف ونادي بوليتكنيكا ياش.

## وصلات خارجية
- دانيال موتو على موقع قاعدة بيانات كرة القدم.إي يو (الإنجليزية)
- دانيال موتو على موقع Soccerway.com (الإنجليزية)